# Ulrich de Maizière
Ulrich de Maizière, född 24 februari 1912 i Stade, död 26 augusti 2006 i Bonn, var en tysk yrkesmilitär som var Bundeswehrs generalinspektör från 1966 till 1972.

## Biografi
Ulrich de Maizière tjänstgjorde i Reichswehr, Wehrmacht och Bundeswehr. Under andra världskriget var han under krigets sista månader generalstabsofficer i generalstaben. Han satt i krigsfångenskap 1945–1947. Från 1951 var han med om att bygga upp den västtyska försvarsmakten och utnämndes 1955 till överste när Bundeswehr bildades. Han räknas som en av arkitekterna till die Innere Führung. 1966 blev han generalinspektör för Bundeswehr. 

### Familj
Ulrich de Maizière tillhörde en hugenottisk adelssläkt som invandrade till Kurfurstendömet Brandenburg från Maizières-lès-Metz i Frankrike. Ulrich var bror till Clemens de Maizière, en advokat och CDU-politiker i Östtyskland och farbror till Lothar de Maizière, Östtysklands siste regeringschef. 
Ulrich var gift med konstnären Eva de Maizière. Politikern Thomas de Maizière, som kom att bli Tysklands försvarsminister, är deras son.

## Utmärkelser
- Järnkorset av andra klassen
- Järnkorset av första klassen
- Commander Legion of Merit
- Storofficer Hederslegionen
- Storkorset av andra klassen av Förbundsrepubliken Tysklands förtjänstorden